# Gökçeağaç, Uğurludağ
Gökçeağaç là một xã thuộc huyện Uğurludağ, tỉnh Çorum, Thổ Nhĩ Kỳ. Dân số thời điểm năm 2010 là 276 người.